# Leucophenga ornativentris
Leucophenga ornativentris är en tvåvingeart som beskrevs av Kahl 1917. Leucophenga ornativentris ingår i släktet Leucophenga och familjen daggflugor.
Artens utbredningsområde är Bolivia. Inga underarter finns listade i Catalogue of Life.